# Квазігрупа (соціологія)
Квазігрýпа (від лат. qua-si — «нібито», «майже») — неформальна сукупність людей, об'єднаних одним або дуже невеликою кількістю типів взаємодії, що має невизначену структуру і систему цінностей і норм. Вирізняється спонтанністю виникнення і нестійкістю. Як правило, квазігрупи існують нетривалий час.

## Види квазігруп
- Аудиторія;
- Натовп (спонтанний, обумовлений тощо);
- Соціальні кола (спонтанні, професійні, дружні і т.д.);
- Фан-група, або фан-клуб.